# Effetto rebound (geologia)
Si definisce effetto rebound il monitoraggio dell'eventuale contaminante presente nella frangia capillare del terreno che si rileva come aumento della concentrazione degli inquinanti a seguito dell'interruzione (spesso ciclica, si parla quindi di cicli di rebound) del sistema di bonifica quale il pump and treat.
I cicli di rebound vengono eseguiti con una cadenza temporale prefissata e con uno schema logico di questo tipo:
1. interruzione dell'emungimento e conseguente ripristino del livello piezometrico nei pozzi monitorati
2. dopo pochi giorni di fermo,  prelievi di campioni di acqua per verificare la presenza di contaminanti
3. ripristino del sistema di pompaggio

## Altri significati
Il termine è usato anche in altri ambiti, per esempio in medicina ed in economia.